# ميريا أوبوتي
ميريا أوبوتي Miria Obote (مولودة بلقب كالولي (ولدت في 16 يوليو 1936) هي السيدة الأولى السابقة لأوغندا، وأرملة الرئيس الأوغندي السابق ميلتون أوبوتي. وترشحت في الانتخابات العامة الأوغندية عام 2006.

## الخلفية والتعليم
ولدت ميريا كالولي في كاويمبي، لأب هو بولاسيو كالولي، الذي كان يعمل موظفا حكوميا في قسم صيانة الطرق في وزارة الأشغال. وأمها هي ماليتا.
التحقت بمدرسة غايازا الثانوية ثم درست في جامعة ماكيريري.
عادت ميريا أوبوتي إلى أوغندا من زامبيا في أكتوبر 2005،  بعد 20 عامًا في المنفى، لدفن زوجها. وبعد شهرين، انتخبت رئيسة للمؤتمر الشعبي الأوغندي (UPC) ودخلت كمرشحة في الانتخابات الرئاسية التالية. وكان زوجها قد أسس  اتحاد الوطنيين الكونغوليين وقاده حتى وفاته. وأسفرت نتيجة الانتخابات الرئاسية عن حصولها على 0.6 ٪ من الأصوات في الانتخابات الرئاسية في 23 فبراير 2006، والتي فاز بها الرئيس الحالي، يوري موسيفيني.

## الحياة الشخصية
تزوجت ميريا من ميلتون أوبوتي في نوفمبر 1963 ، وكان ميلتون أوبوتي أول رئيس لبلاده بعد الاستقلال. وأنجبا 4 أطفال بينهم جيمي أكينا، عضو البرلمان الأوغندي عن بلدية ليرا.